# Novo Mesto
Novo Mesto là một thành phố và đô thị ở đông nam Slovenia. Khu vực này theo truyền thống thuộc Hạ Carniola. Ngày nay đô thị này là bao gồm trong khu vực thống kê Đông Nam Slovenia. Đô thị có tổng diện tích là 298,5 km ², dọc theo khúc cong bên sông Krka và thành phố được xem là trung tâm kinh tế và văn hóa của Hạ Carniola. Ngày 07 tháng 4 năm 2006 nó đã trở thành nơi đóng trụ sở của Giáo phận Công giáo Rôma Novo Mesto thuộc Tổng giáo phận Ljubljana. Nhà thờ chính trong thành phố là dành riêng cho Thánh Nicholas và là một công trình kiến trúc Gothic ban đầu đã được xây dựng lại theo phong cách Baroque trong thế kỷ 17. Thành phố đại diện cho một trong những địa điểm khảo cổ quan trọng nhất của nền văn hóa Hallstatt (thời kỳ đồ sắt sớm) và đã được mệnh danh là "Thành phố của Situlas" sau khi situlas được phát hiện trong khu vực..

## Khí hậu
Novo Mesto có khí hậu lục địa ẩm với lượng mưa trung bình hàng năm trên 1.100 mm.
| Dữ liệu khí hậu của Novo Mesto           | Dữ liệu khí hậu của Novo Mesto | Dữ liệu khí hậu của Novo Mesto | Dữ liệu khí hậu của Novo Mesto | Dữ liệu khí hậu của Novo Mesto | Dữ liệu khí hậu của Novo Mesto | Dữ liệu khí hậu của Novo Mesto | Dữ liệu khí hậu của Novo Mesto | Dữ liệu khí hậu của Novo Mesto | Dữ liệu khí hậu của Novo Mesto | Dữ liệu khí hậu của Novo Mesto | Dữ liệu khí hậu của Novo Mesto | Dữ liệu khí hậu của Novo Mesto | Dữ liệu khí hậu của Novo Mesto |
| Tháng                                    | 1                              | 2                              | 3                              | 4                              | 5                              | 6                              | 7                              | 8                              | 9                              | 10                             | 11                             | 12                             | Năm                            |
| ---------------------------------------- | ------------------------------ | ------------------------------ | ------------------------------ | ------------------------------ | ------------------------------ | ------------------------------ | ------------------------------ | ------------------------------ | ------------------------------ | ------------------------------ | ------------------------------ | ------------------------------ | ------------------------------ |
| Cao kỉ lục °C (°F)                       | 17.1 (62.8)                    | 21.5 (70.7)                    | 25.8 (78.4)                    | 28.4 (83.1)                    | 32.6 (90.7)                    | 34.8 (94.6)                    | 36.6 (97.9)                    | 39.9 (103.8)                   | 30.2 (86.4)                    | 27.1 (80.8)                    | 23.5 (74.3)                    | 19.5 (67.1)                    | 39.9 (103.8)                   |
| Trung bình ngày tối đa °C (°F)           | 3.7 (38.7)                     | 6.6 (43.9)                     | 11.5 (52.7)                    | 16.2 (61.2)                    | 21.3 (70.3)                    | 24.4 (75.9)                    | 26.8 (80.2)                    | 26.2 (79.2)                    | 21.4 (70.5)                    | 15.8 (60.4)                    | 9.1 (48.4)                     | 4.2 (39.6)                     | 15.6 (60.1)                    |
| Trung bình ngày °C (°F)                  | 0.0 (32.0)                     | 1.9 (35.4)                     | 6.0 (42.8)                     | 10.6 (51.1)                    | 15.5 (59.9)                    | 18.7 (65.7)                    | 20.7 (69.3)                    | 19.9 (67.8)                    | 15.4 (59.7)                    | 10.7 (51.3)                    | 5.2 (41.4)                     | 0.9 (33.6)                     | 10.4 (50.7)                    |
| Tối thiểu trung bình ngày °C (°F)        | −3.2 (26.2)                    | −2.5 (27.5)                    | 1.1 (34.0)                     | 5.0 (41.0)                     | 9.6 (49.3)                     | 13.0 (55.4)                    | 14.7 (58.5)                    | 14.5 (58.1)                    | 10.8 (51.4)                    | 6.8 (44.2)                     | 2.1 (35.8)                     | −1.8 (28.8)                    | 5.9 (42.6)                     |
| Thấp kỉ lục °C (°F)                      | −23.5 (−10.3)                  | −25.6 (−14.1)                  | −17.2 (1.0)                    | −5.8 (21.6)                    | −1.2 (29.8)                    | 3.8 (38.8)                     | 6.1 (43.0)                     | 5.6 (42.1)                     | 1.0 (33.8)                     | −6.6 (20.1)                    | −15.1 (4.8)                    | −17.1 (1.2)                    | −25.6 (−14.1)                  |
| Lượng Giáng thủy trung bình mm (inches)  | 54 (2.1)                       | 59 (2.3)                       | 76 (3.0)                       | 89 (3.5)                       | 97 (3.8)                       | 131 (5.2)                      | 99 (3.9)                       | 128 (5.0)                      | 130 (5.1)                      | 118 (4.6)                      | 106 (4.2)                      | 85 (3.3)                       | 1.171 (46.1)                   |
| Số ngày giáng thủy trung bình (≥ 0.1 mm) | 11                             | 10                             | 11                             | 14                             | 14                             | 14                             | 11                             | 11                             | 13                             | 14                             | 14                             | 14                             | 151                            |
| Số giờ nắng trung bình tháng             | 80                             | 112                            | 147                            | 172                            | 230                            | 240                            | 284                            | 253                            | 186                            | 126                            | 71                             | 60                             | 1.961                          |
| Nguồn 1:                                 |                                |                                |                                |                                |                                |                                |                                |                                |                                |                                |                                |                                |                                |
| Nguồn 2:                                 |                                |                                |                                |                                |                                |                                |                                |                                |                                |                                |                                |                                |                                |